# Droga międzynarodowa M11 (Ukraina)
Droga międzynarodowa M11, szlak M11 (ukr. Автошлях М 11) − droga na Ukrainie (dawniej w ciągu trasy europejskiej E40). Umożliwia dojazd z Przemyśla do Lwowa. Jest drogą jednojezdniową, jedynie kilkukilometrowy fragment w okolicach Lwowa jest dwujezdniowy. Dawniej, w czasach istnienia Związku Radzieckiego, droga była oznakowana jako A259.

## Ważniejsze miejscowości leżące na trasie M11
- Lwów (M10)
- Gródek (T1415)
- Sądowa Wisznia (T1417)
- Mościska (T1419)
- Szeginie (przejście graniczne na granicy polsko-ukraińskiej)